# Limhamn Griffins
Les Limhamn Griffins est un club suédois de football américain basé à Malmö. Ce club fut fondé en 1988.

## Palmarès
- Champion de Suède : 1993, 1994, 2007
- Vice-champion de Suède : 1990, 1995, 1996